# Mască

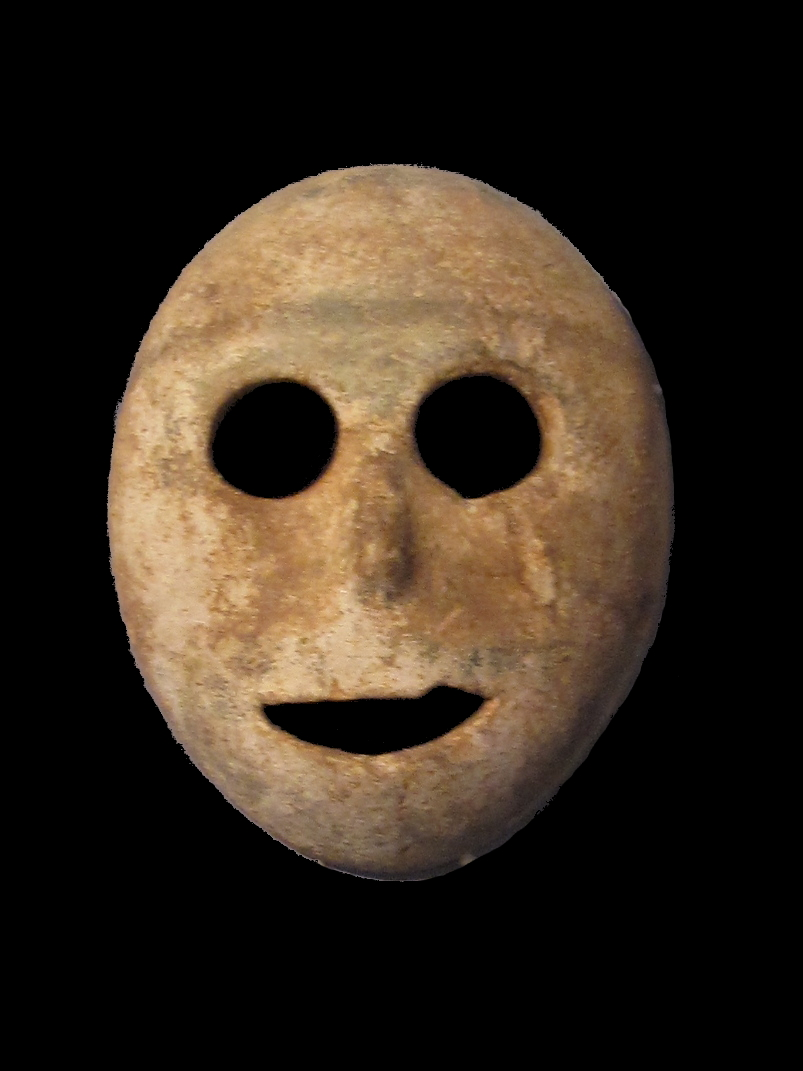
Acestă mască de piatră din perioada neolitică preceramică datează din aproximativ 7000 î.e.n. și este probabil cea mai veche mască din lume. Masca este expusă la Musée Bible et Terre Sainte

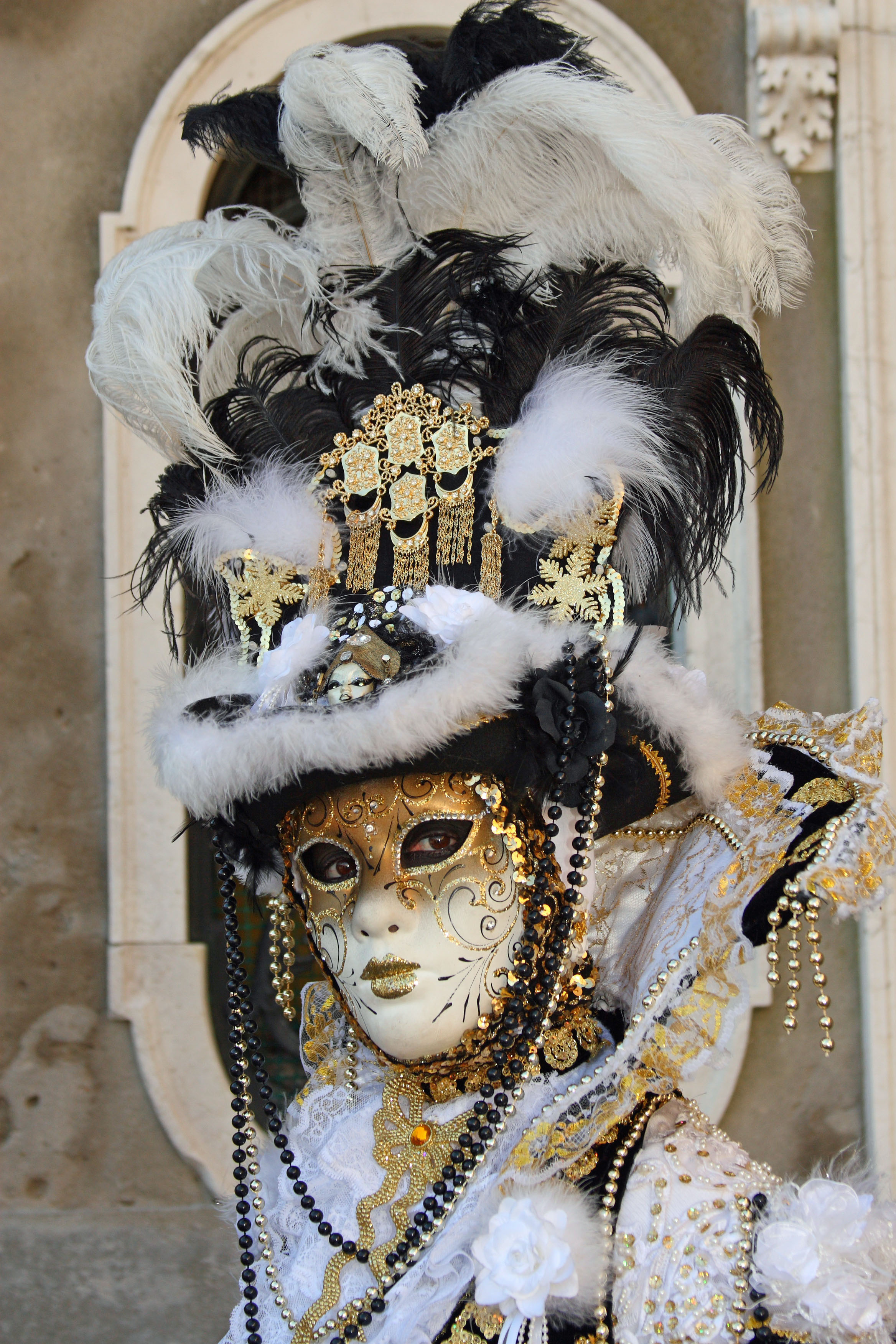
Persoană costumată în ediția din 2010 a Carnavalului de la Veneția

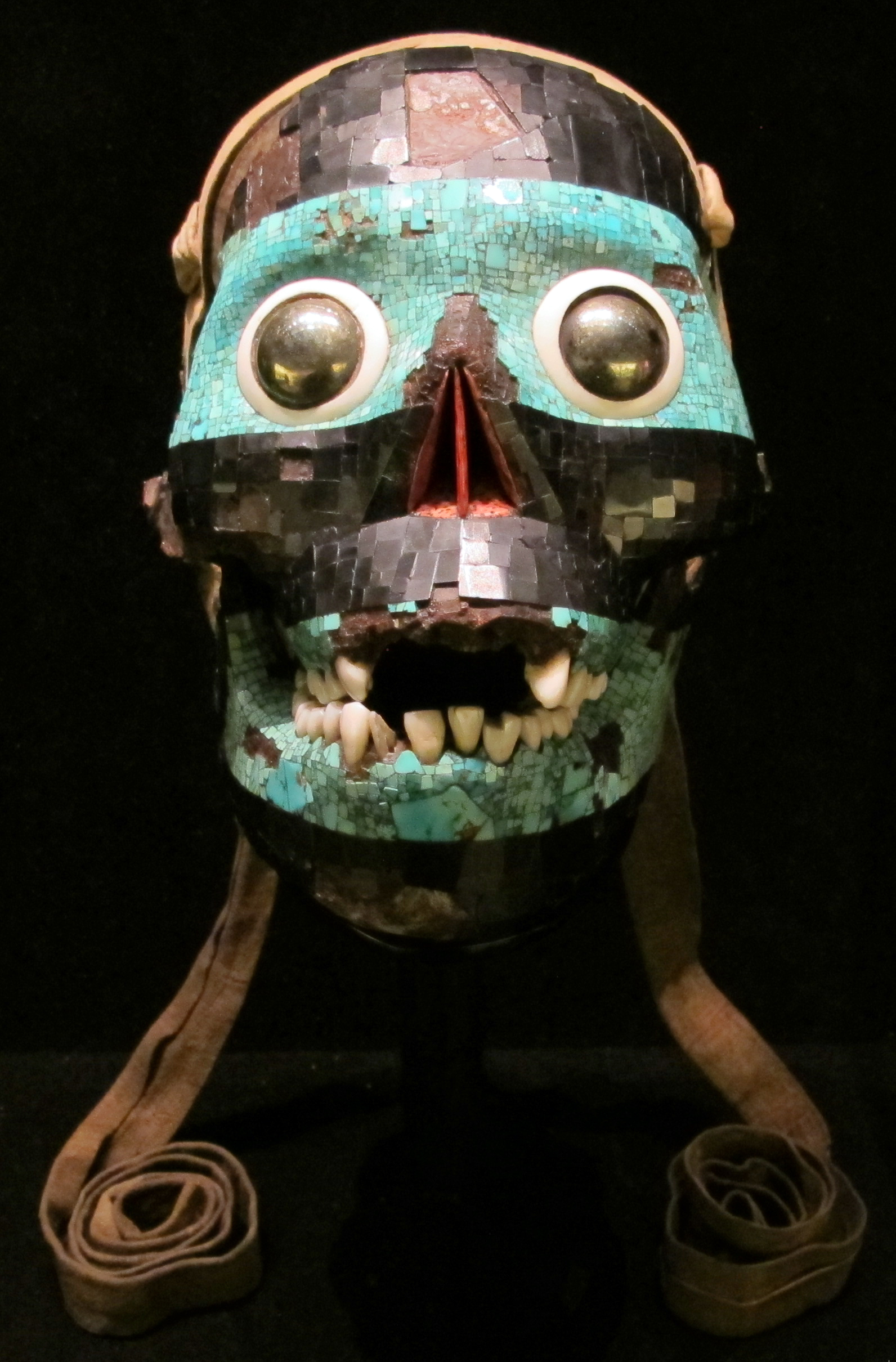
Masca lui Tezcatilpoca, care este expusă în British Museum din Londra (Regatul Unit)

O mască este un obiect purtat în mod normal pe față, folosit în mod tipic pentru protecție, deghizare, performanță, sau pentru divertisment. Măștile au fost folosite încă din antichitate pentru  scopuri ceremoniale dar  și practice. Ele sunt de obicei purtate pe față, cu toate că ele pot fi de asemenea poziționate pentru un efect anume pe alte părți ale  corpului  purtătorului. In unele părți din Australia, măști totem gigant pot acoperi tot corpul, în timp ce femeile inuiților folosesc măști de deget în timpul povestitului și al  dansului.

## Legături externe
- en Ritualuri, măști și sacrificii Arhivat în 26 iulie 2014, la Wayback Machine.
- en The Mythic Mask: mask history and contemporary mask art
- en The Noh Mask Effect: A Facial Expression Illusion
- en Mask Makers of Mas, Bali
- en Smithsonian Institution African Mask Links[nefuncțională]
- en Virtual Museum of Death Mask Arhivat în 8 martie 2018, la Wayback Machine.
- en Gallery of Masks from Around the World Arhivat în 18 aprilie 2014, la Wayback Machine.
- en Costa Rica Traditional Face Mask